# 聖塞瓦斯蒂安 (考卡省)
聖塞瓦斯蒂安是哥倫比亞的城鎮，位於該國西南部，由考卡省負責管轄，距離首府波帕揚220公里，始建於1562年，面積436平方公里，海拔高度2,010米，2005年人口12,976。
1°50′28″N 76°46′18″W / 1.84111°N 76.7717°W